# Harry Lehmann (Physiker)
Harry Lehmann (* 21. März 1924 in Güstrow; † 22. November 1998 in Hamburg) war ein deutscher Physiker.

## Leben und Werk
Lehmann leistete nach dem Abitur 1942 in Rostock seinen Militärdienst in Nordafrika, wo er auch in Gefangenschaft geriet und drei Jahre in einem US-Gefangenenlager war. Er studierte ab 1946 Physik in Rostock und später an der Humboldt-Universität zu Berlin (Diplom in Experimentalphysik). Er promovierte 1950 bei Friedrich Hund in Jena (über ein Thema der klassischen Elektrodynamik), dessen Assistent er war. 1952 kam er zum damaligen Max-Planck-Institut für Physik in Göttingen (auf Einladung von Werner Heisenberg), arbeitete auch ein Jahr in Kopenhagen (als Mitglied der CERN Study Group), um schließlich 1956 eine Professorenstelle in Hamburg anzunehmen (Nachfolge von Wilhelm Lenz). In Hamburg war er an zentraler Stelle beim Aufbau des Deutschen Elektronen-Synchrotrons beteiligt, speziell auch bei der Gründung des theoretischen Instituts.
Harry Lehmann war ein Pionier der Quantenfeldtheorie (QFT); in den 1950ern veröffentlichte er, meist in Zusammenarbeit mit Kurt Symanzik und Wolfhart Zimmermann (diese drei Physiker bezeichneten sich damals als Feldverein), grundlegende Arbeiten zur QFT. Am bekanntesten ist die LSZ-Reduktionsformel (benannt nach Lehmann, Symanzik und Zimmermann) zur Berechnung der S-Matrix im Jahr 1955. Diese Arbeit hat sich über die ursprüngliche Zielsetzung hinaus in der gesamten theoretischen Physik als fruchtbar erwiesen, z. B. in der Theorie des sog. „Linear Response“ bei verschiedenen Herleitungen des „Fluktuations-Dissipations-Theorems“. Unabhängig von Gunnar Källén entwickelte er eine spektrale Darstellung von Propagatoren in Quantenfeldtheorien, die Källén-Lehmann-Darstellung.
Harry Lehmann erhielt 1967 die Max-Planck-Medaille der Deutschen Physikalischen Gesellschaft und 1997 den Dannie-Heineman-Preis für mathematische Physik der American Physical Society.
Zu seinen Doktoranden zählen Klaus Pohlmeyer und Bert Schroer.